# Le Paris des Merveilles

Le Paris des Merveilles est une franchise de fantasy uchronique développée par Pierre Pevel. Apparue en 2003 sous le nom de Cycle Ambremer, elle a été renommée en 2015 lors de la réédition des deux premiers volumes et la sortie du troisième aux éditions Bragelonne.

## Synopsis
Dans l'univers du Paris des Merveilles, il existe des passerelles entre l'OutreMonde, le monde magique, le monde onirique et le monde des humains.
La guerre civile entre fées, dragons et les différentes créatures soutenant l'un ou l'autre camp a eu des répercussions sur le monde des humains : depuis la Renaissance l'existence de l'OutreMonde est connue de tous et les magiciens sont devenus des personnalités publiques importantes.

## Œuvres

### Romans et nouvelles
L'univers du Paris des Merveilles apparaît en 2003 avec Les Enchantements d'Ambremer. Ce roman met en scène le magicien Louis Denizart Hippolyte Griffont et la fée renégate Isabel de Saint-Gil, dont les nouvelles aventures se poursuivent dans L'Élixir d'oubli (2004) puis dans Le Royaume immobile (2015) :
1. Les Enchantements d'Ambremer, Le Pré aux clercs, 2003  (ISBN 978-2-84228-175-5)Réédition en 2015 aux éditions Bragelonne.
2. L'Élixir d'oubli, Le Pré aux clercs, 2004  (ISBN 978-2-84228-204-2)Prix Imaginales 2005 du meilleur roman francophone - Réédition en 2015 aux éditions Bragelonne.
3. Le Royaume immobile, Bragelonne, 2015  (ISBN 978-2352948506)

À partir de 2019, Pierre Pevel s'entoure de jeunes auteurs et autrices pour enrichir l'univers du Paris des Merveilles à travers des nouvelles indépendantes :
- Contes et récits du Paris des Merveilles, Bragelonne, 2019, recueil de nouvelles  (ISBN 979-10-281-0563-1)Écrit avec Benjamin Lupu, Bénédicte Vizier, Catherine Loiseau et Sylvie Poulain.
- Malfaiteurs du Paris des Merveilles, Bragelonne, 2021, recueil de nouvelles  (ISBN 979-10-281-1564-7)Écrit avec Bénédicte Vizier, Irène Korsakissok, Annaïg Le Quellec, Tiphaine Levillain et Charlie Eriksen.
- Enquêteurs du Paris des Merveilles, Bragelonne, 2022, recueil de nouvelles  (ISBN 979-10-281-1798-6)Écrit avec Benjamin Lupu, Catherine Loiseau, Caroline Schweighofer, Sarah Guerreiro-Viseu et Adélie Pellarin.

### Bandes dessinées

#### «Les Artilleuses»
En collaboration avec le dessinateur Étienne Willem, Pierre Pevel raconte les aventures d'un trio féminin surnommé « Les Artilleuses », composé de l’Anglaise Lady Remington, de l’Américaine Miss Winchester et de la fée parisienne Mam’zelle Gatling :
- 1 Le Vol de la sigillaire, Drakoo, 2020
Scénario : Pierre Pevel - Dessin : Étienne Willem - Couleurs : Tanja Wenish -  (ISBN 978-2490735006)
- 2 Le Portrait de l'antiquaire, Drakoo, 2021
Scénario : Pierre Pevel - Dessin : Étienne Willem - Couleurs : Tanja Wenish -  (ISBN 978-2490735693)
- 3 Le Secret de l'Elfe, Drakoo, 2021
Scénario : Pierre Pevel - Dessin : Étienne Willem - Couleurs : Tanja Wenish -  (ISBN 978-2382330081)

#### «Le Paris des Merveilles»
- 1 Les enchantements d'Ambremer 1/2, Drakoo, 2022
Scénario : Pierre Pevel - Dessin : Étienne Willem - Couleurs : Tanja Wenisch -  (ISBN 978-2490735327)
- 2 Les enchantements d'Ambremer 2/2, Drakoo, 2023
Scénario : Pierre Pevel - Dessin : Étienne Willem - Couleurs : Tanja Wenisch -  (ISBN 978-2382331026)
- 1&2 Les enchantements d'Ambremer, Drakoo, 2023
Scénario : Pierre Pevel - Dessin : Étienne Willem - Couleurs : Tanja Wenisch -  (ISBN 978-2382331835)

## Les puissances d'Ambremer

### Les fées
Victorieuses de la grande guerre magique, elles règnent en maître sur l'OutreMonde et ont la prééminence sur les Trois Mondes. Sous le règne de la reine Titania, les fées se sont imposées comme la principale puissance de l'OutreMonde en étendant la juridiction de leur royaume d'Ambremer sur toutes les espèces merveilleuses, malgré l'opposition de plusieurs membres groupes dont l'organisation militante connue sous le nom du Silas. Quand Titania décide de se retirer en buvant l'Élixir d'Oubli, la reine choisit pour lui succéder sa fille Méliane, au détriment de sa fille aînée Lyssandre. Cette dernière refusa de le reconnaître et fut exilé pour sa résistance, devenant la Reine Noire et le principale adversaire de la couronne d'Ambremer.
Sous le règne de Méliane, les oppositions à l'hégémonie féérique resurgirent avec la révolte des dragons. Ces derniers furent furieux quand Méliane fit juger et exécuter son époux dragon, Tser'Shaad'Y, pour conspiration avec sa sœur, sans remettre l'un des leurs à leur propre justice. La guerre entre les fées et les dragons se termina par la victoire des fées quand les licornes choisissent de se joindre à elles contre les dragons.
- Titania, reine légendaire des Fées
- Méliane, fille de Titania, reine actuelle d'Ambremer
- Lyssandre, fille de Titania, sœur jumelle de Méliane, aujourd'hui en exil
- Séléne, dernière fille de Titania, sœur cadette de Méliane et Lyssandre. Elle meurt de chagrin après avoir été délaissé par son amant humain. Cette liaison et sa mort restent l'un des secrets les mieux gardés du trône d'Ambremer.
- Aurélia, ancienne dame d'atours de Méliane, aujourd'hui en disgrâce

### Les dragons
Vaincus de la grande guerre en magique, ils se divisent entre radicaux qui veulent poursuive la lutte dans le monde des humains, et modérés qui souhaitent désormais vivre en paix avec les fées.
Les dragons régnèrent jadis sur l'OutreMonde avant l'ascension du royaume féerique d'Ambremer sous le règne de la reine Titania. Une coexistence tendue semble s'être installée entre les deux races. La reine Méliane, fille de Titania et héritière de son trône, prit un dragon, Tser'Shaad'Y (dit Tarquin) comme époux au début de son règne. Cependant, Tarquin fut séduit par la sœur jumelle de Méliane, Lyssandre, qui lui apprit la magie et fit de lui un puissant sorcier. La nouvelle de leur liaison parvint rapidement aux oreilles de Méliane, sans doute du fait de Lyssandre, qui jalousait sa sœur d'avoir hérité du trône. Furieuse, Méliane condamna Tarquin à un exil hors des Trois Mondes pour l'éternité. Les dragons enragèrent de ne pas avoir pu juger l'un des leurs et de la hâte de Méliane à appliquer la sentence. Ainsi commença la guerre entre les dragons et les fées pour le contrôle de l'OutreMonde.
- Tser'Shaad'Y, dit Tarquin, ex-époux de Méliane, sa condamnation pour adultère et trahison est à l'origine de la guerre entre fées et dragons.
- Ker'Ess'Ta, un des sept dragons primordiaux, chef des Insoumis (dragons qui se sont exilés sur Terre pour continuer la lutte contre les fées).
- Tel'Var'Aak, dit Raynaud, alchimiste héritier de Nicolas Flamel, militant de la paix entre fées et dragons.
- Yrs'T'Ar, Prince-gouverneur de Sépulcra, lieu de refuge pour les bannis des trois mondes.
- Jal'D'Ar, dit Levrat, Puissant sorcier, Frère de Yrs'T'Ar.
- Ihn'Irssar, gardien du portail du Bois de Boulogne entre Paris et Ambremer.
- Sah'arkar, bibliothécaire en chef des archives d'Ambremer, et conseiller de la reine Méliane.

### Les magiciens

#### Cercle Incarnat
Le Cercle Incarnat fut créé en 1720 dans la France de la Régence à l'initiative du mage Gélancourt. Secrètement, la création du Cercle fut approuvée par Méliane, la Reine des Fées et souveraine d'Ambremer, et les liens unissant les Incarnat et la cour de l'OutreMonde sont forts. Certains pensent même que le Cercle sert de façon importante les desseins de la Reine des Fées. Les Incarnat sont influents dans les cercles politiques et diplomatiques de la Terre, et insistent sur la nécessité d'aider les autorités dans le plus grand nombre d'affaires possibles. Le Cercle entretient une rivalité respectueuse mais néanmoins tendue avec le Cercle Cyan, avec qui il partage la place de confrérie de mages la plus importante du monde.
- Gélancourt, doyen, principal agent de la Reine Méliane sur Terre
- Cécile de Brescieux, amie de Griffont

#### Cercle Cyan
Créé en réaction à la fondation du Cercle Incarnat, les Cyan souhaitaient créer une confrérie de mages qui pourrait échapper à l'influence d'Ambremer et qui, par opposition à leurs rivaux Incarnat, se contentent d'aider quand ils le peuvent sans s'imposer dans les affaires politiques et diplomatiques de la Terre. Fondé par le puissant mage Patri Delveccio, il possède de nombreuses loges dans le monde entier mais la loge parisienne reste la plus importante et conserve le nom du Premier Cyan.
- Delveccio, doyen
- Jules Maniquet, inventeur de l'alchimie absurde
- Louis Denizart Hippolyte Griffont, Chevalier de Castelgriffe, né au début du XVe siècle, personnage central des romans
- François-Denis de Troisville, 30 ans, élève de Griffont
- Edmond Falissière, ancien ambassadeur français à la Cour d'Ambremer, membre honoraire non magicien
- Lord Dunsany
- Joseph Balsamo
- Lorenza

#### Cercle Or
Créé par Nicolas Flamel à la suite du Cercle Cyan, car il craignait que deux cercles seulement se fassent la guerre sans un agent médiateur. Se compose de chercheurs, de rêveurs, d'artistes qui passent pour des bricoleurs de la magie et s’en moquent. Jadis, les membres étaient des alchimistes ; aujourd'hui, ils conçoivent des objets enchantés dont le commerce est strictement réglementé.
- Nicolas Flamel, fondateur du Cercle
- Raynaud, son héritier assassiné sous la Régence
- Georges Méliès, le « cinémagicien »
- Ilario Marcangelo, inventeur de farces et attrapes
- Léonard de Vinci

#### Cercle Vert (aussi appelé Cercle des Druides)
- Merlin l'Enchanteur

#### Cercle Blanc (ou Confrérie de la Licorne)
- Anselme-le-Sage

#### Cercle Noir
- Charles Maupuis, âme damnée de la Reine Noire
- Giacomo Nero

#### Magiciens à l’affiliation indéterminée
- Comte de Saint-Germain
- Cornélius Agrippa
- Dante Alighieri
- Gutenberg
- Rabelais

## Les créatures d'Ambremer
- Arbres savants (Balthasar)
- Cauchemars
- Chats ailés : peuvent absorber les connaissances des ouvrages sur lesquels ils se reposent (Azincourt, Lépante)
- Dragons
- Dragonnets
- Elfes : différentes castes (elfes noirs)
- Enchanteresses : fées ayant perdu leur immortalité (Aurélia, la Reine Noire)
- Fées
- Gargouilles
- Gnomes
- Gnomes noirs, ou crapulards (Crève-Cœur)
- Licornes : elles ont fait pencher la balance de la grande guerre magique en s'alliant aux fées
- Minimets, apparentés au Lilliputiens de Jonathan Swift
- Ogres
- Saules rieurs